# Scinax
Scinax is een geslacht van kikkers uit de familie boomkikkers (Hylidae). De groep werd voor het eerst wetenschappelijk beschreven door Johann Georg Wagler in 1830. Later werd de wetenschappelijke naam Ololygon gebruikt. 
Er zijn 71 soorten, inclusief drie soorten die pas in 2016 voor het eerst wetenschappelijk werden beschreven. Een voorbeeld is de soort Scinax caissara. Tot 2016 waren er meer soorten, ongeveer 110, maar veel soorten zijn toegewezen aan andere geslachten zoals Ololygon. 
De verschillende soorten komen voor in zuidelijk Noord-Amerika en Midden- en Zuid-Amerika. De verschillende soorten leven van Mexico tot Argentinië en Uruguay en Trinidad en Tobago.

## Soorten
Geslacht Scinax
- Soort Scinax acuminatus
- Soort Scinax altae
- Soort Scinax alter
- Soort Scinax auratus
- Soort Scinax baumgardneri
- Soort Scinax blairi
- Soort Scinax boesemani
- Soort Scinax boulengeri
- Soort Scinax cabralensis
- Soort Scinax caissara
- Soort Scinax caldarum
- Soort Scinax camposseabrai
- Soort Scinax cardosoi
- Soort Scinax castroviejoi
- Soort Scinax chiquitanus
- Soort Scinax constrictus
- Soort Scinax cretatus
- Soort Scinax crospedospilus
- Soort Scinax cruentommus
- Soort Scinax curicica
- Soort Scinax cuspidatus
- Soort Scinax danae
- Soort Scinax dolloi
- Soort Scinax duartei
- Soort Scinax elaeochrous
- Soort Scinax eurydice
- Soort Scinax exiguus
- Soort Scinax funereus
- Soort Scinax fuscomarginatus
- Soort Scinax fuscovarius
- Soort Scinax garbei
- Soort Scinax granulatus
- Soort Scinax haddadorum
- Soort Scinax hayii
- Soort Scinax ictericus
- Soort Scinax imbegue
- Soort Scinax iquitorum
- Soort Scinax jolyi
- Soort Scinax juncae
- Soort Scinax karenanneae
- Soort Scinax kennedyi
- Soort Scinax lindsayi
- Soort Scinax madeirae
- Soort Scinax manriquei
- Soort Scinax maracaya
- Soort Scinax melanodactylus
- Soort Scinax montivagus
- Soort Scinax nasicus
- Soort Scinax nebulosus
- Soort Scinax oreites
- Soort Scinax pachycrus
- Soort Scinax pedromedinae
- Soort Scinax perereca
- Soort Scinax proboscideus
- Soort Scinax quinquefasciatus
- Soort Scinax rogerioi
- Soort Scinax rossaferesae
- Soort Scinax rostratus
- Soort Roodsnuitboomkikker (Scinax ruber)
- Soort Scinax rupestris
- Soort Scinax sateremawe
- Soort Scinax similis
- Soort Scinax squalirostris
- Soort Scinax staufferi
- Soort Scinax sugillatus
- Soort Scinax tigrinus
- Soort Scinax trapicheiroi
- Soort Scinax tymbamirim
- Soort Scinax villasboasi
- Soort Scinax wandae
- Soort Scinax x-signatus

Julianus · 
Ololygon · 
Scinax · 
Sphaenorhynchus